# 利物浦世界博物館
世界博物館（英語：World Museum）是英國利物浦的一座大型博物館，收藏有眾多展品，包括考古學、民族學、自然科學、物理科學和钟表制造术等主题。博物館還包括了一個自然歷史中心和一個免費的天文台。博物館免費入場。世界博物館是利物浦國家博物館的一部分。

## 外部連結
- World Museum （页面存档备份，存于）
- Liverpool Planetarium （页面存档备份，存于）
- A feature on the museum from Liverpool's 'Nerve' magazine